# Jean-Baptiste Alexandre Le Blond
Jean-Baptiste Alexandre Le Blond (Parigi, 1679 – San Pietroburgo, 10 marzo 1719) è stato un architetto francese, nominato architetto generale di San Pietroburgo nel 1716.

## Biografia

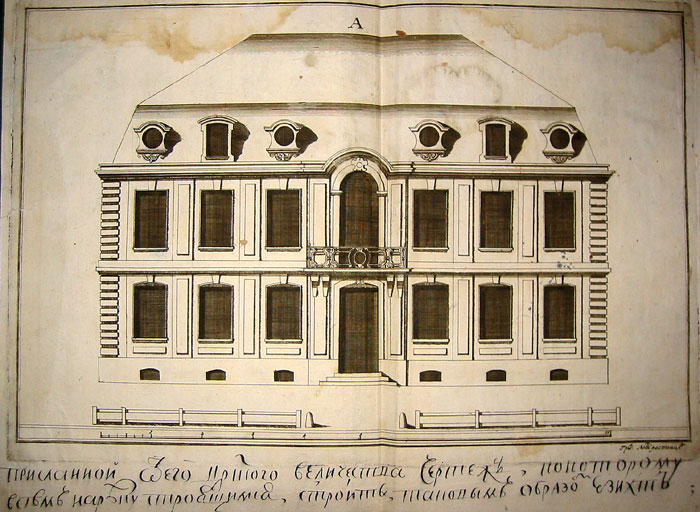
Il design standard di Le Blond degli edifici di San Pietroburgo, 1716

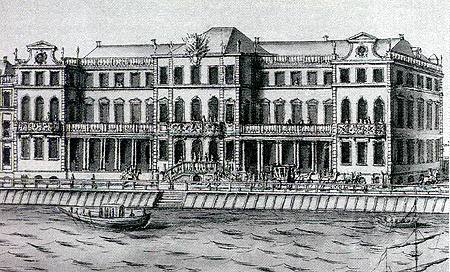
Apraxin Palace a San Pietroburgo, 1725

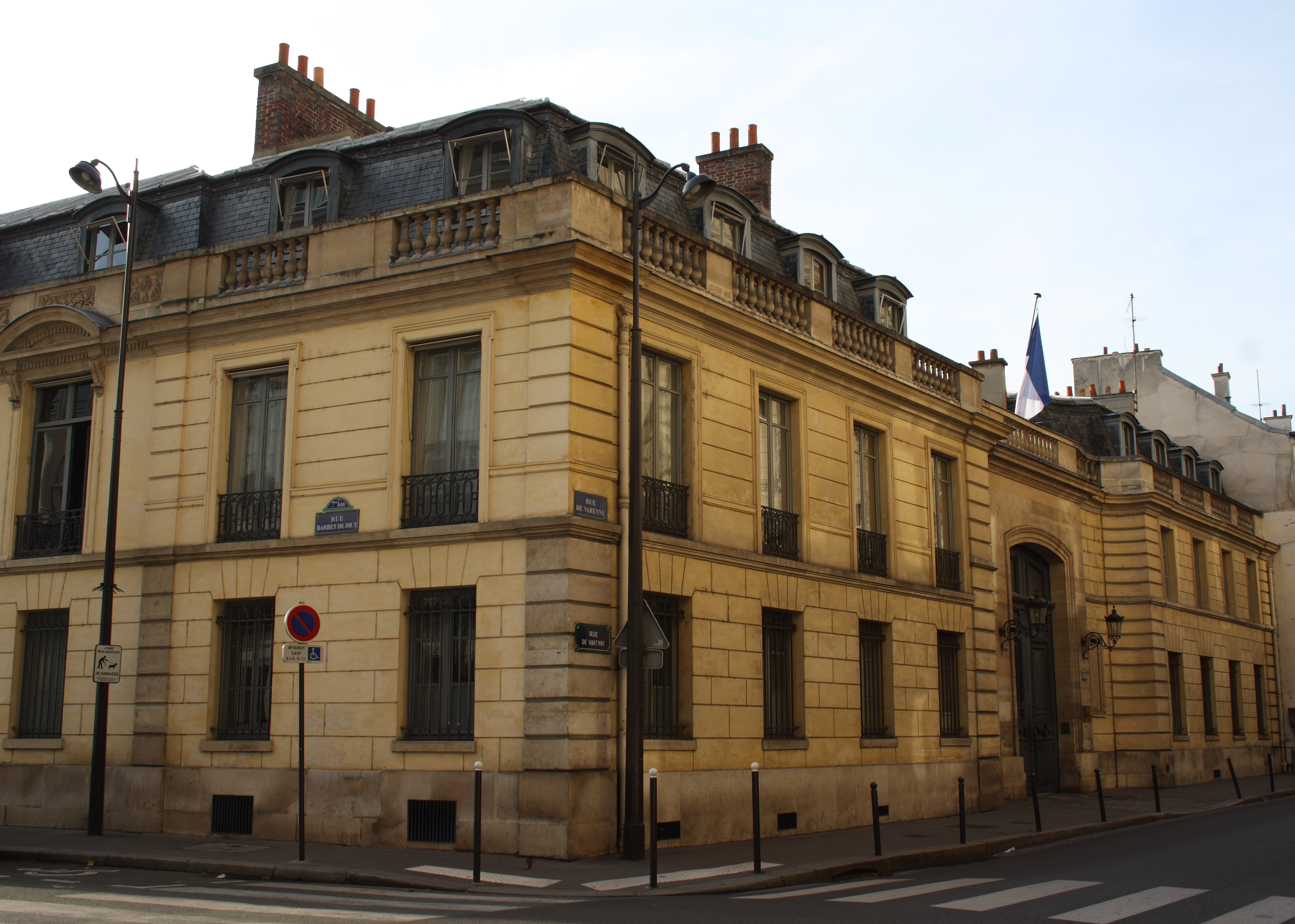
Hôtel de Clermont, Parigi

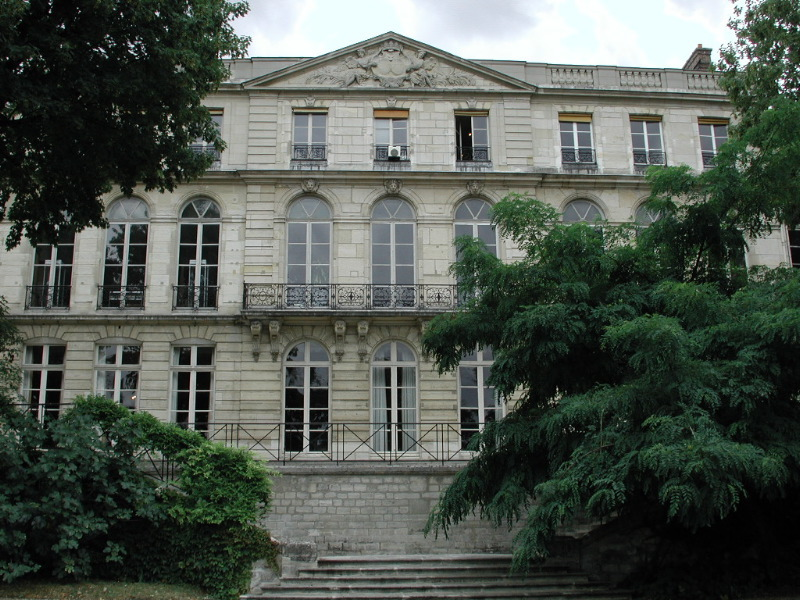
Hôtel de Vendôme, Parigi

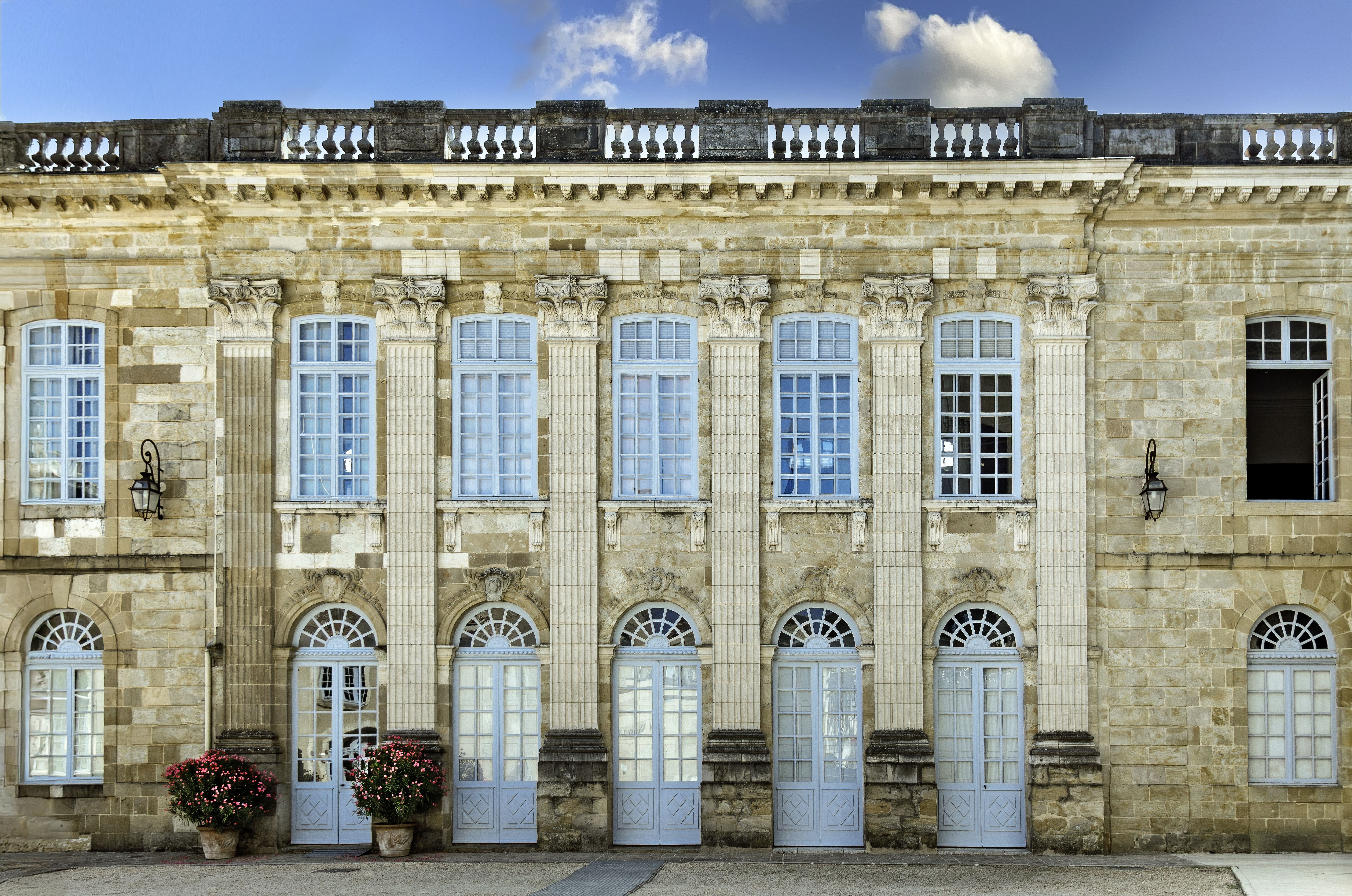
Prefettura del Gers, ex palazzo arcivescovile, Auch

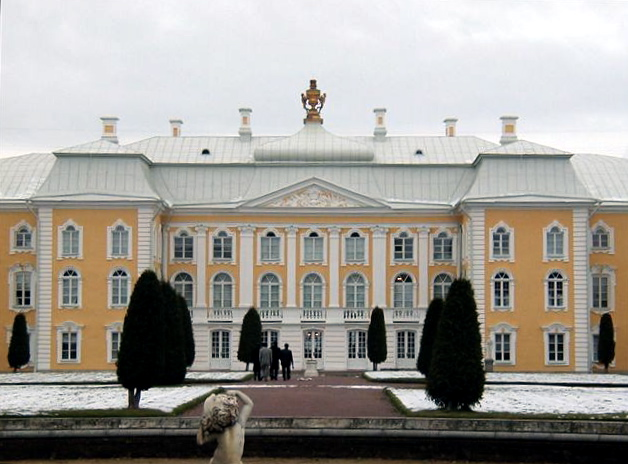
Peterhof, vista frontale

### Famiglia e formazione
Jean-Baptiste Alexandre Le Blond nacque in una famiglia di artisti, figlio del pittore e incisore Jean Le Blond, membro dell'Académie royale de peinture et de sculpture.
Jean-Baptiste Alexandre Le Blond imparò a disegnare copiando presso il padre incisioni di artisti contemporanei, soprattutto quelle dell'incisore Jean Le Pautre.
La formazione architettonica di Le Blond si effettuò sotto la guida del falegname G. Feuillet, appassionato di architettura e di prospettiva, oltre che di suo zio Jean Nicolas Girard, architetto di Filippo I di Borbone-Orléans duca d'Orléans.

### La carriera in Francia
Ai suoi esordi, nel 1706, Le Blond progettò diversi piatti per l'edizione della Histoire de l'abbaye royale de Saint-Denis.
Tra le sue numerose attività, Le Blond fu anche un urbanista e progettista di giardini, aderente alla scuola del maestro del giardino alla francese André Le Nôtre.
Le Blond scrisse anche un saggio, nel 1709, sotto il nome Dezallier d'Argenville : La Théorie et la pratique du jardinage.
Tra le sue opere del primo periodo di carriera parigino, si possono menzionare il l'hôtel de Vendôme e l'hôtel de Clermont 1708-1714), oltre che il castello di Chatillon.
Tra le sue idee innovative si distinsero quella di una nicchia separata nella camera da letto per il letto, la moda per i divani, la toilette moderna, che evitava l'uso della padella.
Le Blond realizzò numerosi disegni, incisioni e illustrazioni per libri.

### La carriera in Russia
Con la vittoria russa sugli svedesi nella Campagna di Poltava, nel 1709, Pietro il Grande pensò di sviluppare urbanisticamente la città con modalità pacifiche e non più militari e quindi viaggiò in Europa per conoscere architetti e si interessò all'architetto francese Jean-Baptiste Alexandre Le Blond,
gia famoso con la pubblicazione del suo libro sulla teoria e i principi del giardinaggio, diffuso in numerosi Paesi in tutto il mondo.
A Le Blond fu offerto uno stipendio di cinquemila rubli l'anno, una residenza e il titolo unico di architetto generale per lavorare a San Pietroburgo.
Le Blond accettò l'offerta e dal 1716 si trasferì in Russia, a San Pietroburgo, al servizio di Pietro il Grande, dove lavorò a numerosi progetti, non tutti realizzati, per qualche disaccordo con il primo governatore, il principe Aleksandr Danilovič Menšikov, e con lo scultore italiano Carlo Bartolomeo Rastrelli.
Uno dei primi progetti di Le Blond risultò una casa a due piani caratterizzata da un tetto alto simile a un hotel francese, disegnata in uno stile rococò.
Un altro progetto importante a cui lavorò Le Blond, anche se non realizzato, fu il piano urbanistico della città di San Pietroburgo, che prevedeva di fare dell'Isola Vasil'evskij il centro politico e commerciale della città, collegata dal resto della città con una serie di canali, sull'esempio di Venezia e di Amsterdam, con strade modellate geometricamente e un muro ellittico intorno al centro, al cui interno il progetto includeva fontane, piazze, edifici governativi, mercati, chiese e giardini.
A questa soluzione estrema ma elegante fu preferito successivamente il progetto più pragmatico di Domenico Trezzini, ma i progetti di Le Blond rimasero influenti fino al regno di Caterina la Grande.
Tra i progetti portati a termine da Le Blond si possono menzionare nel 1718, il primo progetto di lampade ad olio per la città di San Pietroburgo, ultimato l'anno seguente la morte dell'architetto, oltre che l'abbellimento della residenza reale Peterhof grazie a nuovi grandiosi giardini, nello stile di Versailles, con terrazze, panorami e fontane; fu il primo grande giardino realizzato in Russia e fu compreso nel grande programma di occidentalizzazione dello zar.
Inoltre supervisionò la costruzione del Grand Palace e la decorazione dell'abitazione privata di Pietro il Grande, progettò gli interni del Palazzo d'Estate di Pietro il Grande.

### I laboratori, la morte, gli studi postumi su Le Blond
Importante per lo sviluppo della città si dimostrò l'apertura di laboratori diretti da Le Blond, riguardanti l'architettura, l'ebanisteria, ferramenta e arazzi, nei quali i maestri artigiani francesi insegnarono agli allievi russi le ultime tecniche.
Le Blond morì di vaiolo nel 1719 all'età di quaranta anni, comunque in pochi anni riuscì a compiere opere importanti a San Pietroburgo.
L'attività di Le Blond interessò, nel corso dei secoli gli esperti, e negli anni dieci del XX secolo, gli autori della rivista d'arte Starye Gody gli dedicarono ampio risalto, così come lo storico dell'arte Louis Réau si occupò di lui nei suoi libri incentrati sull'espansione dell'arte francese in Europa nel XVIII secolo.
La prima ricerca significativa del periodo francese di Le Blond fu svolta nel 1934 dallo scrittore Boris Lossky, invece il periodo russo fu analizzato in numerose pubblicazioni russe, tra le quali si possono menzionare quelle di Ninele Kaliazina negli anni 1970-1990.

## Opere architettoniche principali
- Hôtel de Vendôme, (Hôtel de Chaulnes dal 1733 al 1758), rue d'Enfer, 1706–1707, per Antoine de La Porte, canonico di Notre Dame e per Marie Anne di Borbone;
- Ricostruzione dell'Hôtel de Duras, rue Saint-Augustin, 1708, per Louise-Madeleine de La Marck, vedova di Henri de Durfort, duca di Duras;
- Hôtel de Clermont, 69 rue de Varenne, 1713, per Jeanne Thérèse Pélagie d'Albert de Luynes, marchesa di Saissac;
- House at Meudon, 1714, per Jeanne Baptiste d'Albert de Luynes, contessa di Verrue;
- Palazzo Arcivescovile, Auch;
- Jardins du Canet, vicino Narbona;
- Maison Regnault a Châtillon (Île-de-France);
- Maison Hoguer à Chatillon (Hauts-de-Seine);
- Apraksin Palace, San Pietroburgo, 1717-1718;
- Giardini di Strel'na e Peterhof, 1717-1718.